# 王公 (斯拉夫)

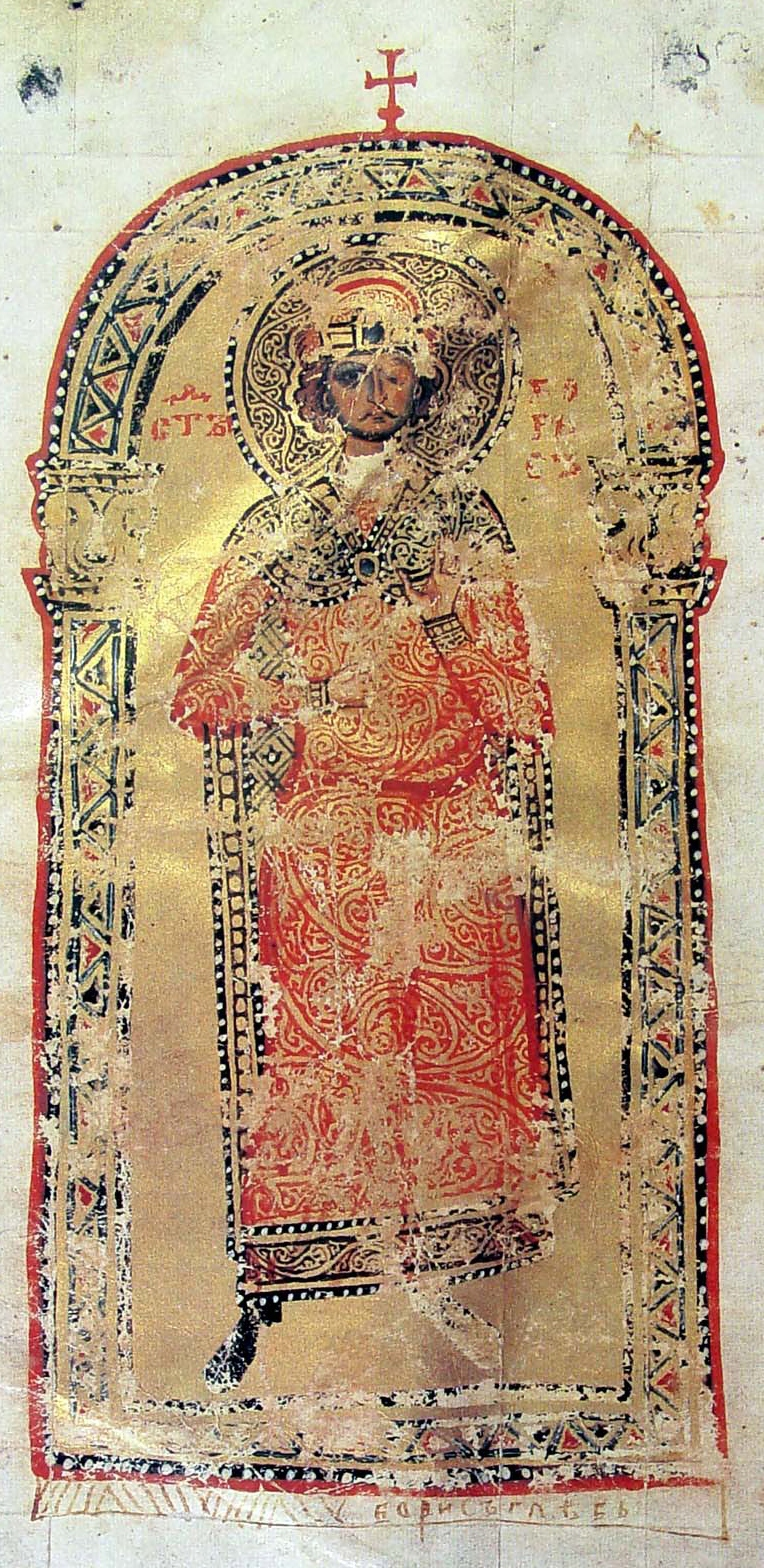
直至鲍里斯一世 （852–889），保加利亚君主的头衔是knyaz （Кнѣзъ）。其子西美昂一世 （893–927） 采用头衔tsar （沙皇或皇帝），被其后的保加利亚君主沿用。

王公（或）是斯拉夫头衔，在不同地域不同时期用于各种大贵族。英语中译作 prince、duke、count；中文译作公爵、亲王、王爷、大贵族等等。
阴性拼写，在保加利亚语与俄语是 , 斯洛文尼亚语与塞尔维亚-克罗地亚语是  （塞尔维亚语西里尔字母拼写 ）。在俄语中，knyaz的女儿是，儿子是（旧形式为）。

## 词源学

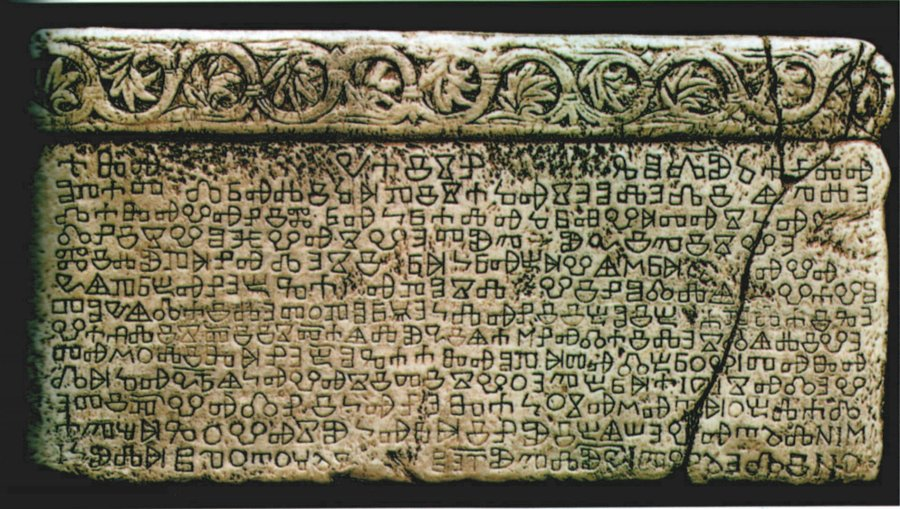
克罗地亚的克爾克島上发现的12世纪早期用格拉哥里字母书写的Baška tablet，使用头衔knez。

同源于：英语的king，德语的König，瑞典语的konung。原始斯拉夫語形式为кънѧѕь， kŭnędzĭ； 教會斯拉夫語：， kŭnędzĭ；保加利亞語：，knyaz;古東斯拉夫語：,knyazĭ；波蘭語：；塞爾維亞-克羅埃西亞語：，кнез；捷克語：；斯洛伐克語：；等等， 因为它最初是来自原始日耳曼语的Kuningaz，在芬兰语与爱沙尼亚语是kuningas。

## 中世纪
最初指斯拉夫部落的酋长。后来成为斯拉夫封建制国家的统治者的头衔，可译作“王公”，俄語：, 烏克蘭語： ，英语中用于斯拉夫的公国、親王國，如基辅罗斯。
保加利亚第一帝国的西美昂一世在公元913年改称“沙皇”（tsar）。随后基辅罗斯把头衔改为“大公”（Великий Князь），统治的国家称为“大公国”（Велике Князiвcтво）。其下属的封臣称为Knyaz，译作“公爵”。
13世纪基辅罗斯大公国瓦解后，東斯拉夫各国，包括基辅、切尔尼戈夫、大诺夫哥罗德、佩列亚斯拉夫、弗拉基米尔-苏兹达尔、莫斯科、特维尔、加利西亞－沃里尼亞、立陶宛等国的君主均称“大公”。